# Иван Фичев (режисьор)
 Тази статия е за режисьора.  За генерала вижте Иван Фичев.  
Иван Димитров Фичев е български сценарист и режисьор.
Роден е в Бяла черква на 12 октомври 1911 г. Първоначално започва да учи пиано и цигулка в частната консерватория на проф. Д. В. Радев за две години. Впоследствие завършва търговското училище. Умира в София на 22 декември 1986 г.

## Филмография
Като режисьор:
- Данка (1952)
- Борба за щастие (1946)

Като сценарист:
- Борба за щастие (1946)